# Tallero di Soletta
Il tallero è stata una moneta d'argento del cantone di Soletta coniata fino al 1798. Era suddiviso in 40 Batzen, ognuno di 4 Kreuzer o 8 Vierer. Fu sostituito dal Frank della Repubblica elvetica nel 1798. Questo a sua volta fu sostituito, nel cantone, dal Franco di Soletta.

## Monete
I primi talleri furono coniati nel 1501 con il nome di Guldiner.
Furono in seguito coniati nel XVI secolo assieme agli Halbe Taler. Nel XVII secolo furono coniati talleri e mezzi talleri solo nel 1623.
Alla fine del XVIII secolo venivano coniate monete in biglione dal valore di 1 Vierer, 1, 2 e 4 Kreuzer. Insieme erano coniate moneta d'argento da 10 e 20 Kreuzer e da 10 e 20 Batzen. La monetazione d'oro, era costituita da monete da 1/4, 1/2, 1 e 2 Duplone.